# Willi Heineking
Willi Heineking (* 6. Februar 1933 in Landesbergen; † 22. August 2008 in Hannover) war ein deutscher Unternehmer und Politiker (CDU).

## Ausbildung und erste berufliche Beschäftigung
Nach seinem Realschulabschluss 1950 absolvierte Heineking eine Ausbildung im Handwerk, welche er 1953 mit Auszeichnung abschloss.
Anschließend war er im von seinen Eltern Wilhelm und Wilhelmine Heineking mitbegründeten Unternehmen tätig. Gegenstand dieses Unternehmens war der Lebensmitteleinzelhandel, wobei die Waren unmittelbar nach der Unternehmensgründung 1929 mittels eines pferdegezogenen Verkaufswagens vertrieben wurden.

## Unternehmerische Tätigkeit
Auf Basis dieses Unternehmens baute Heineking – zunächst zusammen mit seinem Bruder Heinz Heineking – das Speditions- und Handelsunternehmen auf, welches nunmehr unter dem Namen Heineking Logistik & Handels GmbH firmiert und Landesbergens größter Arbeitgeber ist. Als Geschäftsführer entwickelte er den anfänglich kleinen Fuhrbetrieb zu einem international tätigen Speditionsunternehmen und baute parallel dazu ein Teppichhandelsgeschäft auf.
Er setzte sich in besonderem Maße für die Verwendung von Biodiesel als Alternative zum herkömmlichen Dieselkraftstoff ein. 1990 erweiterte er den Fuhrpark seines Unternehmens um einen ausschließlich mit 100 Prozent Rapsölmethylester betriebenen Lastwagen (MAN-Büssing Typ 19360, 360 PS). Genau dieses Fahrzeug war der europaweit erste Biodiesel-LKW. Am 17. März 1997 hatte es exakt 1.111.111 Kilometer zurückgelegt. Dieser Sachverhalt (Europas erster Biodiesel-LKW plus besagte Kilometerleistung) wurde im Guinness-Buch der Rekorde des Jahres 1998 verzeichnet.
Am 26. März 1999 belief sich die Laufleistung des Lastwagens auf 1.333.333 Kilometer; am 28. März 2001 auf 1.680.000 Kilometer. Für beide Ereignisse stellte die Guinness-Buch-Redaktion Heineking jeweils eine weitere Rekordurkunde aus (es erfolgten jedoch keine erneuten Einträge).
Auch andere Teile seines umfangreichen Fuhrparks betrieb er mit Biodiesel.

## Politische Tätigkeit
Heineking war 1970 Mitbegründer des CDU-Ortsvereins Landesbergen.
Er war Mitbegründer des CDU-Arbeitskreises Jugend und Sport des Landkreises Nienburg und von der Gründung bis zum Jahr 2001 Vorsitzender dieses Arbeitskreises.
Außerdem war er 25 Jahre Vorsitzender und seit dem 9. November 1995 kooptiertes Mitglied der CDU-Mittelstands- und Wirtschaftsvereinigung des Landkreises Nienburg.
Des Weiteren war er von 1968 bis 2008 Ratsherr im Gemeinderat der Gemeinde Landesbergen – von 1972 bis 2008 als Bürgermeister. Während seiner Amtszeit wurden viele Projekte angestoßen und verwirklicht. Zum Beispiel 1973 die Einführung des Rückblick-Ausblicks der Vereine Landesbergens, in welchem diese ihre Arbeit darstellen und ihre Vereinsgeschichte festhalten können. 1974 die Einführung des Neujahrsempfangs, welcher mittlerweile eine etablierte Veranstaltung im öffentlichen Leben des Landkreises Nienburg ist. Hierfür konnte Heineking viele prominente Festredner gewinnen, etwa die Präsidentin des Deutschen Bundestags Dr. Rita Süssmuth, den Ministerpräsidenten des Landes Niedersachsen Dr. Ernst Albrecht, dessen Ehefrau Dr. Heidi-Adele Albrecht, die Minister des Landes Niedersachsen Wilfried Hasselmann, Horst Horrmann, Uwe Schünemann, die Präsidenten des Niedersächsischen Landtags Dr. Rolf Wernstedt und Jürgen Gansäuer, den Staatssekretär im Niedersächsischen Ministerium für Ernährung, Landwirtschaft, Verbraucherschutz und Landesentwicklung Friedrich-Otto Ripke und viele andere. 1999 die Einführung der Landesberger Neujahrsbegegnung am 1. Januar auf dem Mühlenplatz. Außerdem erreichte er, dass die Gewerbesteuerzahlungen der ehemaligen PreussenElektra wieder in die Standortgemeinden fließen, dass der Preag-Standort in Landesbergen durch den Bau eines Biomassekraftwerks erhalten blieb und 50.000 Euro in die Landesberger Vereinsarbeit investiert wurden. Weiterhin die Bewilligung von Dorferneuerungsmitteln, welche in den Ausbau der Straße Hinter den Höfen sowie des Mühlenplatzes und des Mühlengasthofs flossen. Er war Initiator der seit 30 Jahren intakten Partnerschaft mit der ehemaligen Zonenrandgemeinde Parsau. Auch die Niederlassung eines Arztes, später eines zweiten Arztes, eines Zahnarztes sowie einer Apotheke brachte er auf den Weg. Er setzte sich jahrelang für den Bau des im November 2008 fertiggestellten Radwegs beim Bahnübergang an der Bahnhofstraße ein. Ferner bemühte er sich um die Errichtung einer Ortsumgehung (welche jedoch bis dato nicht verwirklicht wurde). Nach seinem Ausscheiden aus dem Amt des Bürgermeisters am 2. Juni 2008 wurde er zum Ehrenbürgermeister der Gemeinde Landesbergen ernannt.
Er war von 1974 bis 2001 Abgeordneter des Kreistags des Landkreises Nienburg – dort von 1976 bis 1988 Vorsitzender des Jugendwohlfahrtsausschusses und ab 1988 bis 2001 Vorsitzender des Sportausschusses.
Überdies war er von 1986 bis 2003 Mitglied des Niedersächsischen Landtags. Bei der Landtagswahl 1986 wurde er als Direktkandidat seines Wahlkreises erstmals ins Landesparlament gewählt und bei den Landtagswahlen 1990, 1994 und 1998 im Amt bestätigt. Während der 11. Legislaturperiode (1986–1990) wirkte er im Ausschuss für Rechts- und Verfassungsfragen, im Ausschuss für Jugend und Sport sowie im Arbeitskreis Landwirtschaft mit. In der 12. (1990–1994) und 13. (1994–1998) Legislaturperiode gehörte er dem Ausschuss Jugend und Sport und dem Ausschuss Wirtschaft und Verkehr an, dessen stellvertretender Vorsitzender er in der 14. Legislaturperiode (1998–2003) war. Er eröffnete am 30. März 1998 als jüngster Alterspräsident der Geschichte des Niedersächsischen Landtags die Konstituierende Sitzung und leitete die Wahl des Landtagspräsidenten. In seiner zum Teil auf Plattdeutsch gehaltenen Rede ging er besonders auf den ländlichen Raum ein, der künftig nicht vernachlässigt werden dürfe.

## Ehrenamtliche Tätigkeit
Ab 1948 aktive Mitarbeit in den örtlichen Vereinen. Mitbegründer des Schützen- und des Heimatvereins.

## Ehrungen
In Anerkennung seiner um Volk und Staat erworbenen besonderen Verdienste wurde Heineking am 13. Mai 1998 von Bundespräsident Roman Herzog mit dem Verdienstkreuz am Bande des Verdienstordens der Bundesrepublik Deutschland ausgezeichnet. Die Ehrung wurde ihm am 11. Dezember 1998 vom Wirtschaftsminister des Landes Niedersachsen, Dr. Peter Fischer, in einer feierlichen Zeremonie überreicht.
Heineking war seit 1978 Inhaber des Deutschen Sportabzeichens in Gold.

## Familie
Heineking war verheiratet. Aus der Ehe sind vier Kinder hervorgegangen.

## Sonstiges
Am 19. Oktober 2002 überlebte Heineking nur knapp die Kollision eines Güterzugs mit seinem Pkw auf einem Bahnübergang der Bahnstrecke Nienburg–Minden bei Landesbergen. Als Dank für die Unterstützung und Hilfe lud er einige Wochen später etwa 400 Menschen aus dem Kreis Nienburg in den Landtag nach Hannover ein.
Am 16. Juli 2008 trat aufgrund seiner Vermittlung die kubanische Fußballnationalmannschaft in Landesbergen gegen die Bezirksoberligamannschaft des Landesberger SV an. Die kubanische Nationalmannschaft siegte 8:0.

## Tod
Heineking verstarb am 22. August 2008 nach kurzer, schwerer Krankheit. Die Beisetzung erfolgte am 27. August 2008 in Landesbergen.